# Ion Grigore Popovici
Ion Grigore Popovici (n. 16 iulie 1907, Codăești, Vaslui - d. 3 august 1946, București) a fost un sculptor român.

## Biografie
Elev la Școala de Arte și Meserii din Iași (1925). În anul 1926 se înscrie la Academia de Arte Frumoase București. Între 1929-1931 satisface serviciul militar. În 1932 îl regăsim la Academia de Arte Frumoase București, iar în 1934 obține "Bursa "Paciurea" și expune la Salonul Oficial, București lucrarea "Adam". 1935 este anul în care se căsătorește cu pictorița Nadia Ajder (Popovici). Expune la Salonul Oficial,București "Autoportret", "Făt-Frumos" și "Zmeu". Prima expoziție personală are loc în anul 1936 la Muzeul Theodor Aman. În anul 1937 obține Bursa Școlii Române de la Roma. În același an expune la Salonul Oficial lucrarea "Tors" și obține Premiul Ministerului Cultelor și Artelor al României pentru sculptură. În 1942 proiectează fațada pavilionului României la Expoziția Internațională de la Milano. Între anii 1944-1945 ocupă funcția de inspector al Ministerului Artelor, iar în 1946 i se acordă pentru a doua oară pentru sculptură Premiul Ministerului Cultelor și Artelor al României.
Ion Grigore Popovici s-a bucurat încă din tinerețe de aprecierea criticilor, colecționarilor și a cunoscătorilor de artă.

## Studii
1925 - Școala de Arte și Meserii, Iași
1926 - 1927 - Studii de canto la Conservatorul din București
1926 - 1928 (1927 - 1933 vezi cat. Muz. Simu, 1965) - Academia de Belle-Arte, cu Dimitrie Paciurea, București

## Activitate profesională
1944 - 1945 - Inspector al Ministerului Artelor.

## Expoziții personale
1936 - Muzeul Theodor Aman, sculptură, București
1938 - Expoziție personală - acuarelă, guașă, desen (împreună cu Gh. Vânătoru și Dem.Iordache), Sala Dalles, București
1947 - Expoziție retrospectivă în cadrul Salonului Oficial, București
1965 - Muzeul Simu [cat., prefață N. Argintescu-Amza și Gh. Cosma]
1999 - Muzeul Național de Artă al României (împreună Nadia și Constantin Popovici), expoziție organizată de Mariana Vida și Zoe Pop, prefață de Mariana Vida, București

## Expoziții de grup
1933 - 1937, 1940, 1942, 1944 - 1946 - Salonul Oficial, București
1942 - Bienala de la Veneția, Italia
1945 - Tinerimea Artistică, București
1972 - 25 de ani de artă plastică românească [cat., prefață Dan Hăulică], Muzeul de Artă al R.S.R., București

## Muzee
Cabinetul de stampe, Biblioteca Academiei Române, București
Muzeul Național de Artă al României (sculptură și grafică), București
Muzeul de Istorie și Artă a Municipiului București

## Decesul
Impresionanta sa carieră artistică a fost curmată mișelește cu rafale de mitralieră. Evenimentul a fost comentat de presa vremii ca fiind un accident secundar în urma unei spargeri, ceea ce se află departe de adevăr. În realitate, Ion Grigore Popovici s-a numărat printre victimele unei serii de asasinate politice. Astfel, moartea sa tragică a fost precedată de asasinarea unor artiști plastici ca Anatol Vulpe, Elena Popea și Ion Diaconescu.
Ziarul Curentul din 27 noiembrie 1998 îl citează pe sculptorul Constantin Popovici, fiul lui Ion Grigore Popovici, care povestește că în seara de 2 august 1946 tatăl său îi citea din Snoavele lui Petre Ispirescu: 
„Pe la ora 1 noaptea m-am trezit îngrozit în zgomot de împușcături. Tata încerca să se ridice de lîngă mine. S-a îndreptat cu greu spre ușa deschisă, îndepărtând-o pe mama pentru a o proteja. Când a ajuns în pragul ușii o rafală de armă automată l-a doborît.”— Constantin Popovici
Asupra taxiului cu care sculptorul a fost transportat la Spitalul Brâncovenesc au fost trase alte focuri de armă automată. După o odisee care îl poartă la Spitalul de Urgență și la Spitalul Colțea, marele artist moare. Întorcându-se acasă, în strada Elisabeta nr. 29, sub protecția unui polițist, familia sculptorului asasinat este atacată din nou cu focuri de armă. Din fericire, nimeni nu este rănit. „Când am ajuns acasă”, relata în continuare Constantin Popovici, „am constatat că locuința fusese devastată. Cartea lui Petre Ispirescu se salvase. O păstrez și acum.”

## Sculpturi
- Bustul lui George Coșbuc, amplasat în Rotonda scriitorilor din Parcul Cișmigiu din București.
- Statuia lui Papinian (Aemilius Paulus Papinianus), Facultatea de Drept, UNIVRSITATEA Bucuresti
- Colaborează (1934) cu Cristea Grosu la Monumentul Infanteriei Romane de Ion Jalea, demolat, București
- 1946 - Câștigă concursul pentru Monumentul Victoriei (nerealizat)

## Premii și distincții
1934 - Bursa Paciurea
1937 - 1938 - Bursa Școlii Române de la Roma, Italia
1937 - Premiul pentru sculptură al Ministerului Cultelor și Artelor